# パンゴン湖
パンゴン湖（パンゴンこ、チベット語: མཚོ་མོ་ངང་ལྷ་རིང་པོ།、英語: Pangong Tso、ヒンディー語: पांगोंग त्सो、中国語: 班公錯）またはパンゴンツォとは、インドのラダック連邦直轄地と中華人民共和国のチベット自治区ルトク県との中印実効支配線に位置するアジア最大の汽水湖である。

## 概要
全長は約150km、面積は604平方kmであるが、南北の平均幅は2〜5kmで、最も狭い所は5mである。水深は最深部で約300メートル。透明度は3〜4メートル。標高4250mの位置にある。塩湖にもかかわらず、冬は1mに及ぶ厚い氷が張る。結氷期間は一年のうち半年ぐらいである。
東側の3分の2は中国（チベット）の実効支配域に含まれ、西側の3分の1（約50km）はインドの実効支配域に含まれる。周囲を4000～6000m級のヒマラヤの山々で囲まれた内湖で、以前はインダス川の支流と繋がっていたが、現在は自然の堆積によって閉じている。小さな甲殻類がいるのみで、魚は棲息していない。
2012年11月、インドチベット国境警察は、パンゴン湖の中国側上空に正体不明の発光体を100件以上観察したと正式発表した。

## 名前の意味
パンゴン（Pangong 班公）はラダック語で「一片の小さな芝生」を意味する。パンゴン湖のチベット語名はツォモ・ガンラ・リンポ（チベット語：མཚོ་མོ་ངང་ལྷ་རིང་པོ།、ワイリー方式：mtsho mo ngang lha ring po、蔵文ピン音：Tsomo Nganglha Ringpo、中国語：錯木昂拉仁波）で、「長い首の白鳥の湖」を意味する。

## 気候
| パンゴン湖の気候       | パンゴン湖の気候 | パンゴン湖の気候 | パンゴン湖の気候 | パンゴン湖の気候 | パンゴン湖の気候 | パンゴン湖の気候 | パンゴン湖の気候 | パンゴン湖の気候 | パンゴン湖の気候 | パンゴン湖の気候 | パンゴン湖の気候 | パンゴン湖の気候 | パンゴン湖の気候 |
| 月                     | 1月              | 2月              | 3月              | 4月              | 5月              | 6月              | 7月              | 8月              | 9月              | 10月             | 11月             | 12月             | 年               |
| ---------------------- | ---------------- | ---------------- | ---------------- | ---------------- | ---------------- | ---------------- | ---------------- | ---------------- | ---------------- | ---------------- | ---------------- | ---------------- | ---------------- |
| 平均最高気温 °C （°F） | −5.9 (21.4)      | −3.7 (25.3)      | 0.9 (33.6)       | 6.9 (44.4)       | 11.6 (52.9)      | 17.4 (63.3)      | 20.5 (68.9)      | 19.7 (67.5)      | 15.5 (59.9)      | 7.9 (46.2)       | 1.5 (34.7)       | −3.3 (26.1)      | 7.42 (45.35)     |
| 日平均気温 °C （°F）   | −13.3 (8.1)      | −10.8 (12.6)     | −6.0 (21.2)      | −0.5 (31.1)      | 3.8 (38.8)       | 9.5 (49.1)       | 13.1 (55.6)      | 12.7 (54.9)      | 7.8 (46)         | −0.3 (31.5)      | −6.8 (19.8)      | −11.3 (11.7)     | −0.18 (31.7)     |
| 平均最低気温 °C （°F） | −20.6 (−5.1)     | −17.9 (−0.2)     | −12.8 (9)        | −7.8 (18)        | −3.9 (25)        | 1.6 (34.9)       | 5.8 (42.4)       | 5.7 (42.3)       | 0.2 (32.4)       | −8.5 (16.7)      | −15.1 (4.8)      | −19.3 (−2.7)     | −7.72 (18.13)    |
| 降水量 mm （inch）     | 4 (0.16)         | 2 (0.08)         | 3 (0.12)         | 3 (0.12)         | 4 (0.16)         | 2 (0.08)         | 11 (0.43)        | 15 (0.59)        | 4 (0.16)         | 2 (0.08)         | 2 (0.08)         | 3 (0.12)         | 55 (2.18)        |
| 出典：Climate-Data.org |                  |                  |                  |                  |                  |                  |                  |                  |                  |                  |                  |                  |                  |

## アクセス
パンゴン湖はレーから車で約5時間で行くことができる。道中の大半は荒れていて変化に富んだ山道である。道は途中シェイとサクティの村を通り、チャンラ峠を横切る。ここでは軍の哨兵と小さな茶店が訪問者を歓迎してくれる。チャンラ峠から道は下り、タグステやその他の小さな村を抜け、パガルナーラ、または「狂った小川」と呼ばれる川を渡る。素晴らしい湖岸は観光シーズンの5月から9月の間開かれている。
中国-インドの実効支配線上にあるこの湖を訪問するには入域許可証（ILP）が必要である。インド国籍を持つ人は各個人に対する許可が必要であるのに対し、その他の国籍を持つ人はグループ（最低3人）での許可を受けた上で認定されたガイドが同伴する必要がある。レーの観光事務所は若干の手数料で許可証を発行してくれる。セキュリティ上の理由から、インド当局は船に乗ることを許可していない。

## 映画
- 1998年のインド映画『ディル・セ 心から』に登場する。
- 2006年のインド・イギリス・アメリカ合作映画『落下の王国』に世界の美景の一つとして採用された。
- 2009年のインド映画"3 idiots"（邦題『きっと、うまくいく』）のラストシーンに使われた。